# Конвенція про мінімальний вік для прийому на роботу
Конвенція про мінімальний вік для прийняття на роботу, також Конвенція C138, – фундаментальний міжнародний договір, ухвалений 1973 року Міжнародною організацією праці (МОП), спеціалізованою установою ООН, що займається питаннями у сфері праці. Основна мета Конвенції C138 полягає в тому, щоб зобов'язати держави, які її ратифікували, розробляти та послідовно впроваджувати національну політику, спрямовану на ефективне скасування дитячої праці. Це передбачає не лише заборону, але й створення умов для її повного викорінення, а також на поступове підвищення мінімального віку для офіційного працевлаштування або будь-якого іншого залучення до праці. Конвенція C138 є однією з восьми основоположних конвенцій МОП, які вважаються ключовими для забезпечення фундаментальних прав у сфері праці. Важливо зазначити, що ця Конвенція консолідувала і замінила собою декілька попередніх, більш вузькоспеціалізованих конвенцій МОП, що регулювали мінімальний вік у конкретних галузях економіки (наприклад, у промисловості, сільському господарстві, на морському транспорті).

## Встановлення мінімального віку
Конвенція C138 надає країнам певну гнучкість у визначенні конкретного мінімального віку для працевлаштування, проте встановлює чіткі рамки:
- Загальний мінімальний вік не повинен бути нижчим за 15 років. Це вік завершення обов'язкової шкільної освіти.
- У певних випадках, особливо для країн, чия економіка та освітні установи ще недостатньо розвинені, можливе тимчасове встановлення мінімального віку на рівні 14 років після відповідної декларації та консультацій.
- Національне законодавство може дозволяти залучення дітей віком 13–15 років до легкої праці. Така праця не повинна завдавати шкоди їхньому здоров'ю, безпеці, моральному розвитку та не має перешкоджати відвідуванню школи чи участі в програмах професійної орієнтації та підготовки. Види такої праці та умови її виконання мають бути чітко визначені.
- Для робіт, які за своїм характером або умовами виконання ймовірно можуть загрожувати здоров'ю, безпеці чи моральності молодих осіб (так звані небезпечні або шкідливі роботи), мінімальний вік встановлюється на рівні 18 років.
- Визначення конкретних видів небезпечних робіт, а також будь-які відступи (винятки) від загальних правил, можливі лише після проведення тристоронніх консультацій – тобто консультацій між представниками уряду, організаціями роботодавців та організаціями працівників (профспілками), якщо така система консультацій існує в країні, що ратифікує Конвенцію.

## Вплив на попередні конвенції МОП
Конвенція C138 має характер переглядової конвенції. Це означає, що вона оновлює і заміщує низку раніше ухвалених конвенцій МОП, які стосувалися мінімального віку для праці в окремих секторах. Після набуття чинності Конвенцією C138 для певної країни, деякі зі старіших конвенцій автоматично закриваються для подальшої ратифікації цією країною. Більше того, якщо країна вже була учасницею однієї зі старіших конвенцій, що переглядаються, то ратифікація C138 автоматично означає денонсацію (припинення дії) відповідної старішої конвенції для цієї країни. Огляд старіших вузькоспеціалізованих конвенцій МОП щодо мінімального віку наведено нижче:
| Код МОП | Галузь                                | Дата укладення    | Набуття чинності  | Закриття для підписання/денонсації | Сторони (січень 2023) | Денонсації (січень 2023) | Переглядові конвенції                         | Посилання на ратифікацію |
| ------- | ------------------------------------- | ----------------- | ----------------- | ---------------------------------- | --------------------- | ------------------------ | --------------------------------------------- | ------------------------ |
| C5      | Промисловість                         | 28 листопада 1919 | 13 червня 1921    | н/д                                | 1                     | 71                       | C59, C138                                     | [ 1 ] [ 2 ]              |
| C7      | Морська справа                        | 7 липня 1920      | 27 вересня 1921   | 19 червня 2021                     | 1                     | 52                       | C58, C138, Конвенція про морську працю        | [ 4 ]                    |
| C10     | Сільське господарство                 | 16 листопада 1921 | 31 серпня 1923    | н/д                                | 4                     | 51                       | C138                                          | [ 5 ] [ 6 ]              |
| C15     | Вуглеподавачи і кочегари              | 11 листопада 1921 | 20 листопада 1922 | н/д                                | 7                     | 62                       | C138                                          | [ 7 ] [ 8 ]              |
| C33     | Непромислова зайнятість (переглянута) | 30 квітня 1932    | 6 червня 1935     | 29 грудня 1950                     | 2                     | 23                       | C60, C138                                     | [ 9 ] [ 10 ]             |
| C58     | Морська справа (переглянута)          | 24 жовтня 1936    | 11 квітня 1939    | н/д                                | 6                     | 45                       | C138, Конвенція про морську працю             | [ 11 ] [ 12 ]            |
| C59     | Промисловість (переглянута)           | 22 червня 1937    | 21 лютого 1941    | 19 червня 1976                     | 8                     | 28                       | C138                                          | [ 13 ] [ 14 ]            |
| C60     | Непромислова зайнятість               | 22 червня 1937    | 29 грудня 1950    | н/д                                | 0                     | 11                       | C138                                          | [ 15 ] [ 16 ]            |
| C112    | Рибальство                            | 19 червня 1959    | 7 листопада 1961  | н/д                                | 2                     | 27                       | C138, Конвенція про працю в рибальстві (C188) | [ 17 ] [ 18 ]            |
| C123    | Підземні роботи                       | 22 червня 1965    | 10 листопада 1967 | н/д                                | 21                    | 20                       | C138                                          | [ 19 ] [ 20 ]            |

## Процес ратифікації
Мінімальний вік працевлаштування по країнах:
Конвенція МОП C138 набула чинності на міжнародному рівні 19 червня 1976 року, через дванадцять місяців після того, як перші дві країни – Куба та Лівія – передали свої ратифікаційні грамоти на зберігання Генеральному директору Міжнародного бюро праці. Станом на липень 2023 року 176 країн світу ратифікували Конвенцію C138, що свідчить про її широке визнання.
Однак варто зазначити, що початкові темпи ратифікації Конвенції C138 були досить повільними. Це було пов'язано з її комплексним характером та необхідністю для багатьох країн суттєво переглядати своє національне законодавство. Через це, а також для прискорення боротьби з найбільш кричущими формами експлуатації дітей, 1999 року було ухвалено ще одну важливу конвенцію МОП – Конвенцію № 182 щодо заборони та негайних заходів для ліквідації найгірших форм дитячої праці. Ця конвенція має більш вузьку, але надзвичайно важливу сферу дії та була ратифікована значно швидше, ставши першою універсально ратифікованою конвенцією МОП. Конвенції C138 та C182 розглядаються як взаємодоповнюючі інструменти в глобальній боротьбі з дитячою працею.
| Країна                                                           | Дата              | Мінімальний вік (років) |
| ---------------------------------------------------------------- | ----------------- | ----------------------- |
| Австралія                                                        | 13 червня 2023    | 15                      |
| Австрія                                                          | 18 вересня 2000   | 15                      |
| Азербайджан                                                      | 19 травня 1992    | 16                      |
| Албанія                                                          | 16 лютого 1998    | 16                      |
| Алжир                                                            | 30 квітня 1984    | 16                      |
| Ангола                                                           | 13 червня 2001    | 14                      |
| Антигуа і Барбуда                                                | 17 березня 1983   | 16                      |
| Аргентина                                                        | 11 листопада 1996 | 14                      |
| Аруба (Королівство Нідерландів)                                  | 18 лютого 1986    | 15                      |
| Афганістан                                                       | 7 квітня 2010     | 14                      |
| Багамські Острови                                                | 31 жовтня 2001    | 14                      |
| Бангладеш                                                        | 22 березня 2022   | 14                      |
| Барбадос                                                         | 4 січня 2000      | 15                      |
| Бахрейн                                                          | 7 березня 2012    | 15                      |
| Беліз                                                            | 6 березня 2000    | 14                      |
| Бельгія                                                          | 19 квітня 1988    | 15                      |
| Бенін                                                            | 11 червня 2001    | 14                      |
| Білорусь (як Білоруська РСР)                                     | 3 травня 1979     | 16                      |
| Болгарія                                                         | 23 квітня 1980    | 16                      |
| Болівія                                                          | 11 червня 1997    | 14                      |
| Боснія і Герцеговина                                             | 2 червня 1993     | 15                      |
| Ботсвана                                                         | 5 червня 1997     | 14                      |
| Бразилія                                                         | 28 червня 2001    | 16                      |
| Бруней                                                           | 17 червня 2011    | 16                      |
| Буркіна-Фасо                                                     | 11 лютого 1999    | 15                      |
| Бурунді                                                          | 19 липня 2000     | 16                      |
| Вануату                                                          | 24 червня 2019    | 14                      |
| Венесуела                                                        | 15 липня 1987     | 14                      |
| Велика Британія                                                  | 7 червня 2000     | 16                      |
| Вірменія                                                         | 27 січня 2006     | 16                      |
| В'єтнам                                                          | 24 червня 2003    | 15                      |
| Габон                                                            | 25 жовтня 2010    | 16                      |
| Гаїті                                                            | 5 березня 2009    | 14                      |
| Гамбія                                                           | 4 вересня 2000    | 14                      |
| Гана                                                             | 6 червня 2011     | 15                      |
| Гаяна                                                            | 15 квітня 1998    | 15                      |
| Гватемала                                                        | 27 квітня 1990    | 14                      |
| Гвінея                                                           | 6 червня 2003     | 16                      |
| Гвінея-Бісау                                                     | 5 березня 2009    | 14                      |
| Гондурас                                                         | 9 червня 1980     | 14                      |
| Гренада                                                          | 14 травня 2003    | 16                      |
| Греція                                                           | 14 березня 1986   | 15                      |
| Грузія                                                           | 23 вересня 1996   | 15                      |
| ДР Конго                                                         | 20 червня 2001    | 14                      |
| Данія                                                            | 13 листопада 1997 | 15                      |
| Джибуті                                                          | 14 червня 2005    | 16                      |
| Домініка                                                         | 27 вересня 1983   | 15                      |
| Домініканська Республіка                                         | 15 червня 1999    | 14                      |
| Еквадор                                                          | 19 вересня 2000   | 14                      |
| Екваторіальна Гвінея                                             | 12 червня 1985    | 14                      |
| Еритрея                                                          | 22 лютого 2000    | 14                      |
| Есватіні (як Свазіленд)                                          | 23 жовтня 2002    | 15                      |
| Естонія                                                          | 15 березня 2007   | 15                      |
| Ефіопія                                                          | 27 травня 1999    | 14                      |
| Єгипет                                                           | 9 червня 1999     | 14                      |
| Ємен                                                             | 15 червня 2000    | 14                      |
| Замбія                                                           | 9 лютого 1976     | 15                      |
| Зімбабве                                                         | 6 червня 2000     | 14                      |
| Ізраїль                                                          | 21 червня 1979    | 15                      |
| Індія                                                            | 13 червня 2017    | 14                      |
| Індонезія                                                        | 7 червня 1999     | 15                      |
| Ірак                                                             | 13 лютого 1985    | 15                      |
| Ірландія                                                         | 22 червня 1978    | 16                      |
| Ісландія                                                         | 6 грудня 1999     | 15                      |
| Іспанія                                                          | 16 травня 1977    | 16                      |
| Італія                                                           | 28 липня 1981     | 15                      |
| Йорданія                                                         | 23 березня 1998   | 16                      |
| Кабо-Верде                                                       | 7 лютого 2011     | 15                      |
| Казахстан                                                        | 18 травня 2001    | 16                      |
| Камбоджа                                                         | 23 серпня 1999    | 14                      |
| Камерун                                                          | 13 серпня 2001    | 14                      |
| Канада                                                           | 8 червня 2016     | 16                      |
| Катар                                                            | 3 січня 2006      | 16                      |
| Кенія                                                            | 9 квітня 1979     | 16                      |
| Киргизстан                                                       | 31 березня 1992   | 16                      |
| КНР                                                              | 28 квітня 1999    | 16                      |
| Кіпр                                                             | 2 жовтня 1997     | 15                      |
| Кірибаті                                                         | 17 червня 2009    | 14                      |
| Колумбія                                                         | 2 лютого 2001     | 14                      |
| Коморські Острови                                                | 17 березня 2004   | 15                      |
| Республіка Конго                                                 | 26 листопада 1999 | 14                      |
| Коста-Рика                                                       | 11 червня 1976    | 15                      |
| Кот-д'Івуар                                                      | 7 лютого 2003     | 14                      |
| Куба                                                             | 7 березня 1975    | 15                      |
| Кувейт                                                           | 15 листопада 1999 | 15                      |
| Лаос                                                             | 13 червня 2005    | 14                      |
| Латвія                                                           | 2 червня 2006     | 15                      |
| Лесото                                                           | 14 червня 2001    | 15                      |
| Литва                                                            | 22 червня 1998    | 16                      |
| Ліберія                                                          | 13 червня 2022    | 15                      |
| Ліван                                                            | 10 червня 2003    | 14                      |
| Лівія                                                            | 19 червня 1975    | 15                      |
| Люксембург                                                       | 24 березня 1977   | 15                      |
| Маврикій                                                         | 30 липня 1990     | 15                      |
| Мавританія                                                       | 3 грудня 2001     | 14                      |
| Мадагаскар                                                       | 31 травня 2000    | 15                      |
| Малаві                                                           | 19 листопада 1999 | 14                      |
| Малайзія                                                         | 9 вересня 1997    | 15                      |
| Малі                                                             | 11 березня 2002   | 15                      |
| Мальдіви                                                         | 4 січня 2013      | 16                      |
| Мальта                                                           | 9 червня 1988     | 16                      |
| Марокко                                                          | 6 січня 2000      | 15                      |
| Мексика                                                          | 10 червня 2015    | 15                      |
| Мозамбік                                                         | 16 червня 2003    | 15                      |
| Молдова                                                          | 21 вересня 1999   | 16                      |
| Монголія                                                         | 16 грудня 2002    | 15                      |
| М'янма                                                           | 8 червня 2020     | 14                      |
| Намібія                                                          | 15 листопада 2000 | 14                      |
| Непал                                                            | 30 травня 1997    | 14                      |
| Нігер                                                            | 4 грудня 1978     | 14                      |
| Нігерія                                                          | 2 жовтня 2002     | 15                      |
| Нідерланди                                                       | 14 вересня 1976   | 15                      |
| Нікарагуа                                                        | 2 листопада 1981  | 14                      |
| Німеччина                                                        | 8 квітня 1976     | 15                      |
| Норвегія                                                         | 8 липня 1980      | 15                      |
| ОАЕ                                                              | 2 жовтня 1998     | 15                      |
| Оман                                                             | 21 липня 2005     | 15                      |
| Пакистан                                                         | 6 липня 2006      | 14                      |
| Панама                                                           | 31 жовтня 2000    | 14                      |
| Папуа Нова Гвінея                                                | 2 червня 2000     | 16                      |
| Парагвай                                                         | 3 березня 2004    | 14                      |
| Перу                                                             | 13 листопада 2002 | 14                      |
| Південна Корея                                                   | 28 січня 1999     | 15                      |
| Південний Судан                                                  | 29 квітня 2012    | 14                      |
| ПАР                                                              | 30 березня 2000   | 16                      |
| Північна Македонія (як Колишня Югославська Республіка Македонія) | 17 листопада 1991 | 15                      |
| Польща (як Польська Народна Республіка)                          | 22 березня 1978   | 15                      |
| Португалія                                                       | 20 травня 1998    | 16                      |
| Росія (як СРСР)                                                  | 3 травня 1979     | 16                      |
| Руанда                                                           | 15 квітня 1981    | 14                      |
| Румунія (як Соціалістична Республіка Румунія)                    | 19 листопада 1975 | 16                      |
| Сальвадор                                                        | 23 січня 1996     | 14                      |
| Самоа                                                            | 29 жовтня 2008    | 15                      |
| Сан-Марино                                                       | 1 лютого 1995     | 16                      |
| Сан-Томе і Принсіпі                                              | 4 травня 2005     | 14                      |
| Саудівська Аравія                                                | 2 квітня 2014     | 15                      |
| Сейшельські Острови                                              | 7 березня 2000    | 15                      |
| Сенегал                                                          | 15 грудня 1999    | 15                      |
| Сент-Вінсент і Гренадини                                         | 25 липня 2006     | 14                      |
| Сент-Кіттс і Невіс                                               | 3 червня 2005     | 16                      |
| Сербія (як Сербія та Чорногорія)                                 | 24 листопада 2000 | 15                      |
| Сирія                                                            | 18 вересня 2001   | 15                      |
| Сінгапур                                                         | 7 листопада 2005  | 15                      |
| Словаччина                                                       | 29 вересня 1997   | 15                      |
| Словенія                                                         | 29 травня 1992    | 15                      |
| Соломонові Острови                                               | 22 квітня 2013    | 14                      |
| Судан                                                            | 7 березня 2003    | 14                      |
| Суринам                                                          | 15 січня 2018     | 16                      |
| Сьєрра-Леоне                                                     | 13 червня 2011    | 16                      |
| Таджикистан                                                      | 26 листопада 1993 | 16                      |
| Таїланд                                                          | 11 травня 2004    | 15                      |
| Танзанія                                                         | 16 грудня 1998    | 14                      |
| Того                                                             | 16 березня 1984   | 14                      |
| Тринідад і Тобаго                                                | 3 вересня 2004    | 16                      |
| Туніс                                                            | 19 жовтня 1995    | 16                      |
| Туреччина                                                        | 30 жовтня 1998    | 15                      |
| Туркменістан                                                     | 27 березня 2012   | 16                      |
| Уганда                                                           | 25 березня 2003   | 14                      |
| Угорщина                                                         | 28 травня 1998    | 16                      |
| Узбекистан                                                       | 6 березня 2009    | 15                      |
| Україна (як Українська РСР)                                      | 3 травня 1979     | 16                      |
| Уругвай                                                          | 2 червня 1977     | 15                      |
| Фіджі                                                            | 3 січня 2003      | 15                      |
| Філіппіни                                                        | 4 червня 1998     | 15                      |
| Фінляндія                                                        | 13 січня 1976     | 15                      |
| Франція                                                          | 13 липня 1990     | 16                      |
| Хорватія                                                         | 8 жовтня 1991     | 15                      |
| Центральноафриканська Республіка                                 | 28 червня 2000    | 14                      |
| Чад                                                              | 21 березня 2005   | 14                      |
| Чехія                                                            | 26 квітня 2007    | 15                      |
| Чилі                                                             | 1 лютого 1999     | 15                      |
| Чорногорія                                                       | 3 червня 2006     | 15                      |
| Швейцарія                                                        | 17 серпня 1999    | 15                      |
| Швеція                                                           | 23 квітня 1990    | 15                      |
| Шрі-Ланка                                                        | 11 лютого 2000    | 14                      |
| Ямайка                                                           | 13 жовтня 2003    | 15                      |
| Японія                                                           | 5 червня 2000     | 15                      |

## Набуття чинності та денонсація
Для кожної країни, що ратифікує Конвенцію C138, вона набуває чинності через дванадцять місяців після дати реєстрації її ратифікації. Щодо можливості виходу з Конвенції, то її денонсація (формальна відмова держави від своїх зобов'язань за міжнародним договором) можлива кожні десять років. Перший такий період починається через десять років після дати первісного набуття Конвенцією чинності (тобто, наприклад, якщо країна ратифікувала конвенцію і вона набула чинності для неї 19 червня 2017 року, то можливість денонсації виникне впродовж одного року, починаючи з 19 червня 2027 року, потім з 19 червня 2037 року і так далі). Процедура денонсації чітко регламентована.